# Artemon (Jewstratow)
Artemon, imię świeckie Wasilij Iwanowicz Jewstratow (ur. 2 lutego?/14 lutego 1889 w Jazwach, zm. 12 kwietnia 1937) – rosyjski biskup prawosławny.
Edukację teologiczną uzyskał w seminarium duchownym w Pskowie (dyplom końcowy uzyskał w 1910) oraz w Moskiewskiej Akademii Duchownej (dyplom w 1918). Święcenia kapłańskie przyjął jeszcze przed ukończeniem wyższych studiów teologicznych, w 1911. Przez dwadzieścia lat służył jako kapłan parafialny, z przerwą w latach 1925–1926, gdy odbywał wyrok rocznego pozbawienia wolności pod zarzutem podpalenia budynku komisariatu milicji. 5 kwietnia 1932 złożył wieczyste śluby mnisze z imieniem Artemon. Pięć dni później przyjął chirotonię na biskupa pietropawłowskiego, wikariusza eparchii omskiej. W lipcu 1933 został wikariuszem eparchii samarskiej z tytułem biskupa bugurusłańskiego. W 1934 był locum tenens eparchii uljanowskiej, zaś od 1934 do września 1935 był jej wikariuszem z tytułem biskupa melekeskiego. Od września do października 1935 był biskupem jeleckim, wikariuszem eparchii orłowskiej. W październiku 1935 został jej ordynariuszem i pozostawał na urzędzie do listopada. W grudniu 1935 został biskupem kurskim i obojańskim. W kwietniu 1937 został aresztowany przez NKWD. Oskarżony o kierowanie faszystowską organizacją cerkiewną, nie przyznał się do winy. Skazany na karę śmierci przez rozstrzelanie, został stracony w dniu ogłoszenia wyroku 12 kwietnia 1937. W 1990 zrehabilitowany.